# Binary Runtime Environment for Wireless
Pour les articles homonymes, voir Brew.

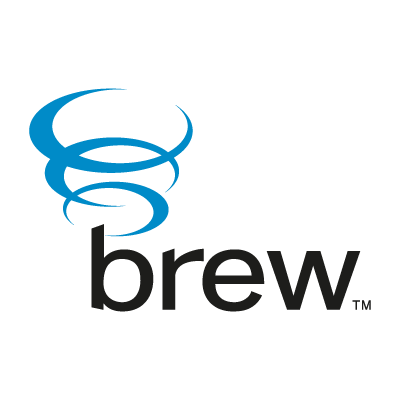
Logo de Binary Runtime Environment for Wireless

Binary Runtime Environment for Wireless (Brew MP, Brew, ou BREW) est une plate-forme de développement d'applications créée par Qualcomm. Le développement a débuté en 1999 et le produit a été lancé en septembre 2001 afin de permettre la création d'applications sur téléphones mobiles CDMA.